# Conceição Ferreira
Conceição Ferreira (Aveleda, Portugal, 13 de marzo de 1962) es una atleta portuguesa retirada especializada en la prueba de 10000 m, en la que ha conseguido ser subcampeona europea en 1994.

## Carrera deportiva
En el Campeonato Europeo de Atletismo de 1994 ganó la medalla de plata en la prueba de 10000 metros, con un tiempo de 31:32.82 segundos, llegando a meta tras su compatriota Fernanda Ribeiro y por delante de la suiza Daria Nauer (bronce).